# 劉羽謙
劉羽謙（1997年9月27日—），綽號飛飛，台灣前童星，演員，專長為唱歌、舞蹈、主持

及足球運動

。

## 人物

### 性格及特徵
偶像為麥可傑克森，曾在《夜市人生》劇中表演月球漫步。
- 在三立節目《學校沒教的事》中建立愛耍寶搞笑的形象。而在民視八點檔《夜市人生》中飾演童年友志，建立孝順、懂事的形象。
- 因演出《夜市人生》走紅，民視延長童星預定為10集的集數，使王識賢等第二代演員遲遲無法登場[3] 。
- 父母都是舞台劇演員，從小在劇團長大[4] 。
- 寒假曾經為了演戲40天沒上課[5] 。
- 在節目《爸爸有問題》中說過曾因台語不好試鏡遭拒絕[6]。
- 《夜市人生》劇中飾演來發的傅顯皓在節目《雙喜俱樂部》(12/24)中報料跟同樣是劇中飾演大風的許翼川感情非常好，而許翼川也在節目《美鳳有約》(01/20)中承認。
- 擁有豐富的自行車環島籌款和旅遊經驗，從八八水災後（2009年）到2013年暑假，已經完成5次環島。[7]

## 主要演出作品

### 戲劇
| 年份   | 戲劇名稱             | 電視頻道   | 飾演角色     | 登場集數      |
| ------ | -------------------- | ---------- | ------------ | ------------- |
| 2007年 | 《然後、再見》       | 劇情短片   | 飾演小學生   |               |
| 2008年 | 《歪歪的視界》       | 劇情短片   | 飾演小乞丐   |               |
| 2008年 | 《真情滿天下》       | 三立台灣台 | 主角朋友     |               |
| 2008年 | 《星心的淚光》       | 八大電視   | 主角同學     |               |
| 2008年 | 《我的億萬麵包》     | 八大電視   | 小法蘭克     |               |
| 2008年 | 《愛就宅一起》       | 中視       | 主角童年     | 第6,7集       |
| 2008年 | 《蘭心飄芳》         | 大愛電視   | 少年舜文     | 第20集~第22集 |
| 2009年 | 《夜市人生》         | 民視       | 李友志(童年) | 第1集~第77集  |
| 2011年 | 《等待曙光》         | 大愛電視   | 少年耕欣     |               |
| 2012年 | 《紅塵驛站》         | 大愛電視   | 小志鴻       |               |
| 2013年 | 《幸福蒲公英》       | 壹電視     | 小宗信       |               |
| 2014年 | 《巷弄裡的那家書店》 | 華視       | 高中生阿比   |               |
| 2016年 | 《新娘嫁到》         | 民視       | 中輟少年阿年 | 第2集~第6集   |

### 電影
- 《武當少年》(2008)- 飾演男主角翔翔 -2010年已於大陸湖北上映

### 廣告
- 《富蘭克林基金》(2007)
- 《遠傳電信895》(2008)

### 其他
- 《王若琳MV-Times of Your Life》(2008)- 飾演唱歌跳舞的小孩

- 《飛行千里，公益環島行》[8] (2009/7)(2010/7)
- 2011飛行千里‧讓愛走動單車環島募款 (2011/7)

## 資料來源
1. ↑  . 茂福傳播-茂福童星家族. 2008-10-02  [2010-03-05] （中文（臺灣））.[永久]
2. ↑  . NOWnews. 2010-01-28  [2010-03-05]. （原始内容存档于2010-03-12） （中文（臺灣））.
3. ↑  . 中時電子報. 2009-12-29  [2010-03-14]. （原始内容存档于2010-02-05） （中文（臺灣））.
4. ↑  . 中時電子報. 2010-01-19  [2010-03-14] （中文（臺灣））.[永久]
5. ↑  . NOWnews. 2009-12-23  [2010-03-14]. （原始内容存档于2010-01-27） （中文（臺灣））.
6. ↑  . 蘋果日報. 2010-01-04  [2010-03-14]. （原始内容存档于2010-05-28） （中文（臺灣））.
7. ↑  李依瑾靠小旅行熬過事業低潮　 劉羽謙單車環島募10萬救災[永久]
8. ↑  . 國立教育廣播電臺彰化分臺 - 中部文教新聞. 2009-08-13  [2010-03-05]. （原始内容存档于2011-02-16） （中文（臺灣））.